# كاسبر شمايكل
كاسبر بيتر شمايكل (بالدنماركية: Kasper Peter Schmeichel)‏ من مواليد 5 نوفمبر 1986 في كوبنهاغن في الدنمارك، لاعب كرة قدم دنماركي يلعب كحارس مرمى لصالح نادي سلتيك في الدوري الإسكتلندي الممتاز وكذلك لصالح المنتخب الدنماركي. وهو نجل الحارس الدنماركي السابق بيتر شمايكل.

## مسيرته الكروية
بدأ مسيرته الكروية مع نادي مانشستر سيتي الإنجليزي في عام 2003، وفي عام 2006 أعير إلى دارلنغتون، ولعب معهم 4 مباريات، وفي عام 2006 أعير إلى نادي بوري، ولعب معهم 15 مباراة، وفي عام 2007 أعير إلى نادي فالكيرك الإسكتلندي، ولعب معهم 15 مباراة، وفي عام 2009 انتقل لنادي نوتس كاونتي، وفي 2012 انتقل إلى نادي ليدز يونايتد.
انضم إلى فريق ليستر سيتي الإنجليزي في موسم 2014-2015 الدوري الإنجليزي الممتاز وتوج معهم بلقبه في موسم 2015-2016.

## مسيرته الدولية
لعب كاسبر شمايكل أول مباراة له مع المنتخب الدانماركي في عام 2003 عندما أستبدل مع والده بيتر شمايكل، وكان يبلغ من العمر حينها 17 عامًا. ولا يزال يلعب مع المنتخب الدانماركي إلى الآن.

## روابط خارجية
- كاسبر شمايكل على موقع الاتحاد الدولي (مؤرشف)  (الإنجليزية)
- كاسبر شمايكل على موقع الاتحاد الأوربي (الإنجليزية)
- كاسبر شمايكل على موقع قاعدة بيانات كرة القدم.إي يو (الإنجليزية)
- كاسبر شمايكل على موقع ناشيونال فوتبول تيمز (الإنجليزية)
- كاسبر شمايكل على موقع Soccerbase.com (لاعب) (الإنجليزية)
- كاسبر شمايكل على موقع Soccerway.com (الإنجليزية)
- كاسبر شمايكل على موقع عالم كرة القدم.نت (الإنجليزية)
- كاسبر شمايكل على موقع كووورة
- كاسبر شمايكل على موقع AS.com (الإسبانية)